# クララ・ペーテルス
クララ・ペーテルス（Clara Peeters, 1594年 - 1657年以降）は、フランドルの画家。

## 生涯
クララ・ペーテルスの生涯について詳しいことは分かっていない。彼女は1594年にアントウェルペンで洗礼を受け、1639年にその地で結婚している。アムステルダムとデン・ハーグに住んだ。最初の作品は1608年のもので、14歳の時に描かれた。その作品の質が高いことから、著名な画家に付いていたものと思われる。学者たちは、彼女がオシアス・ベールトのもとで修業したのではないかと考えている。 
クララ・ペーテルスの最後の作品は1657年のものであるが、現在は残っていない。彼女がアントウェルペンの画家組合に加入した記録は残っていないが、同時代の記録の多くが失われているため詳細は分かっていない。いつ亡くなったのか記録も残っていない。

## 作品

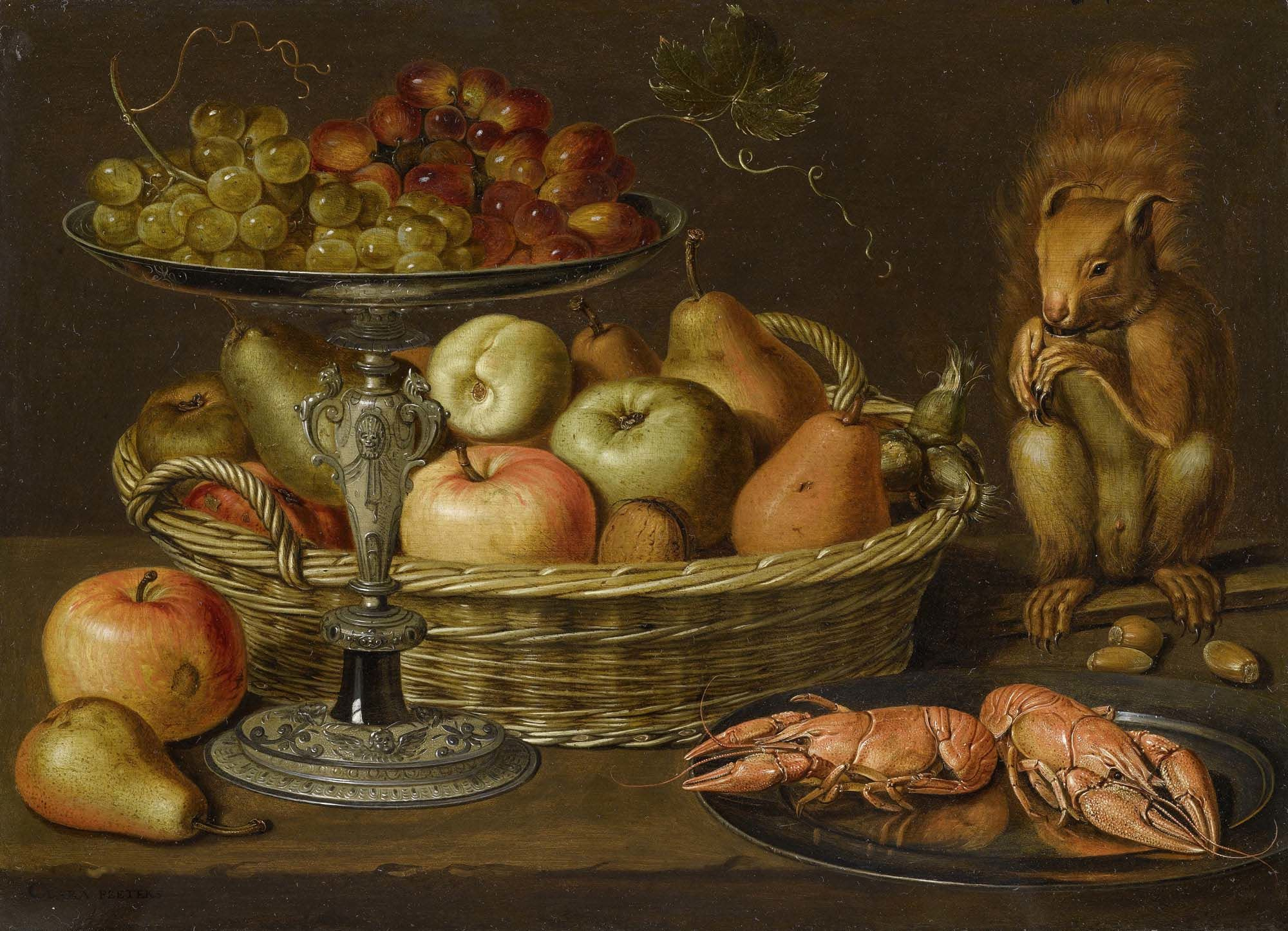
Still life with silver-gilt tazza
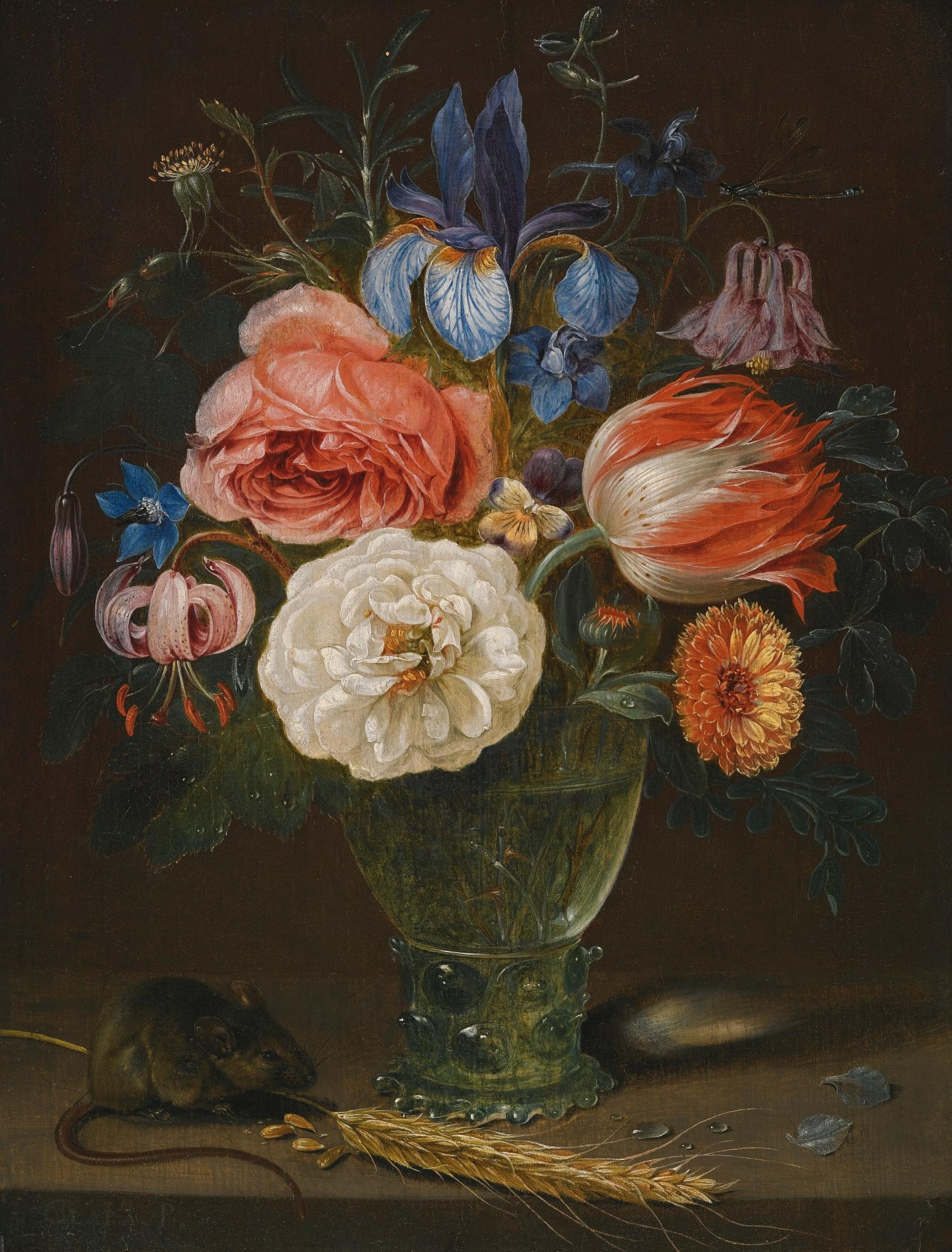
A Still Life Of Flowers In a Roemer
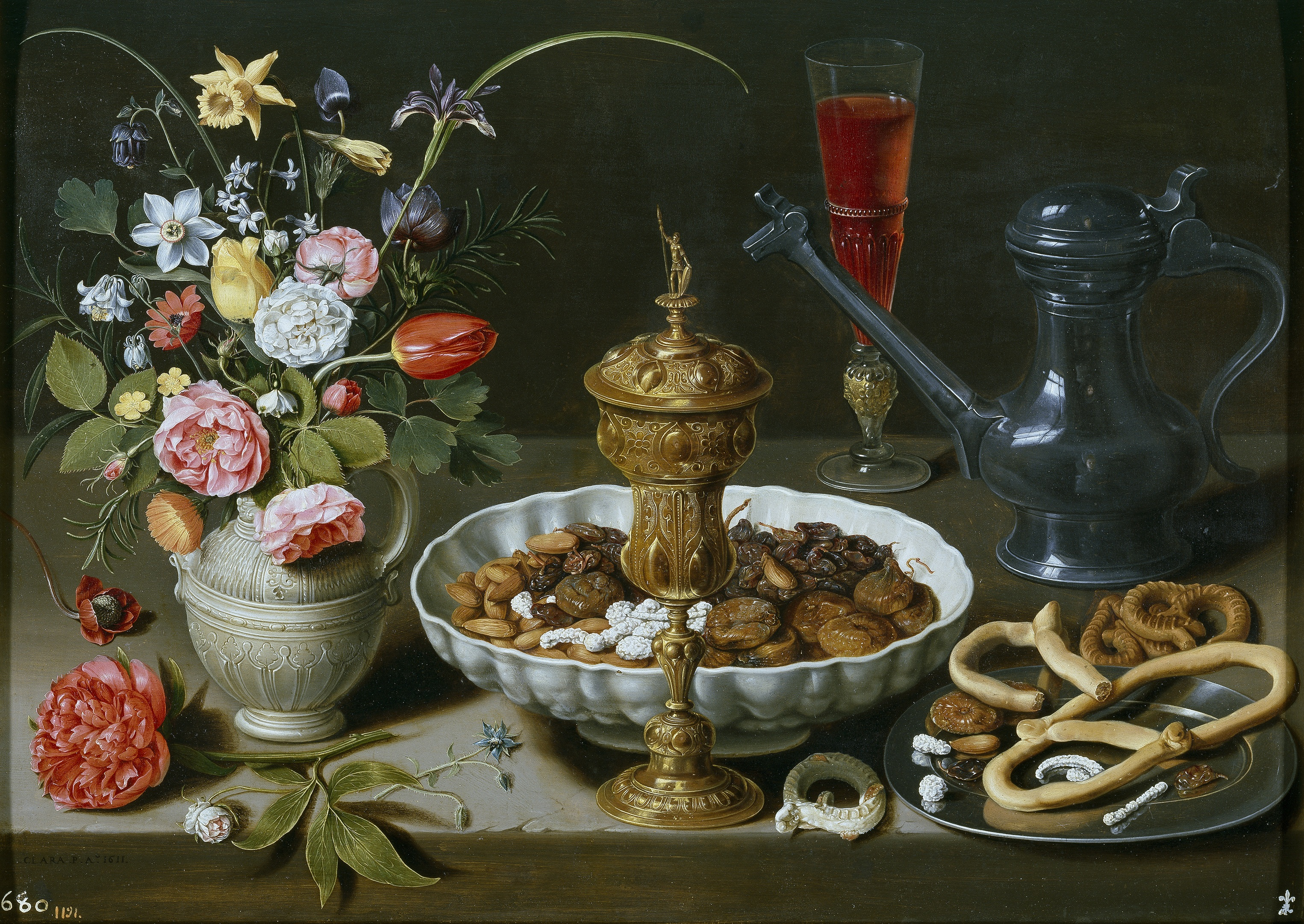
Nature morte aux noix, friandises et fleurs, 1611
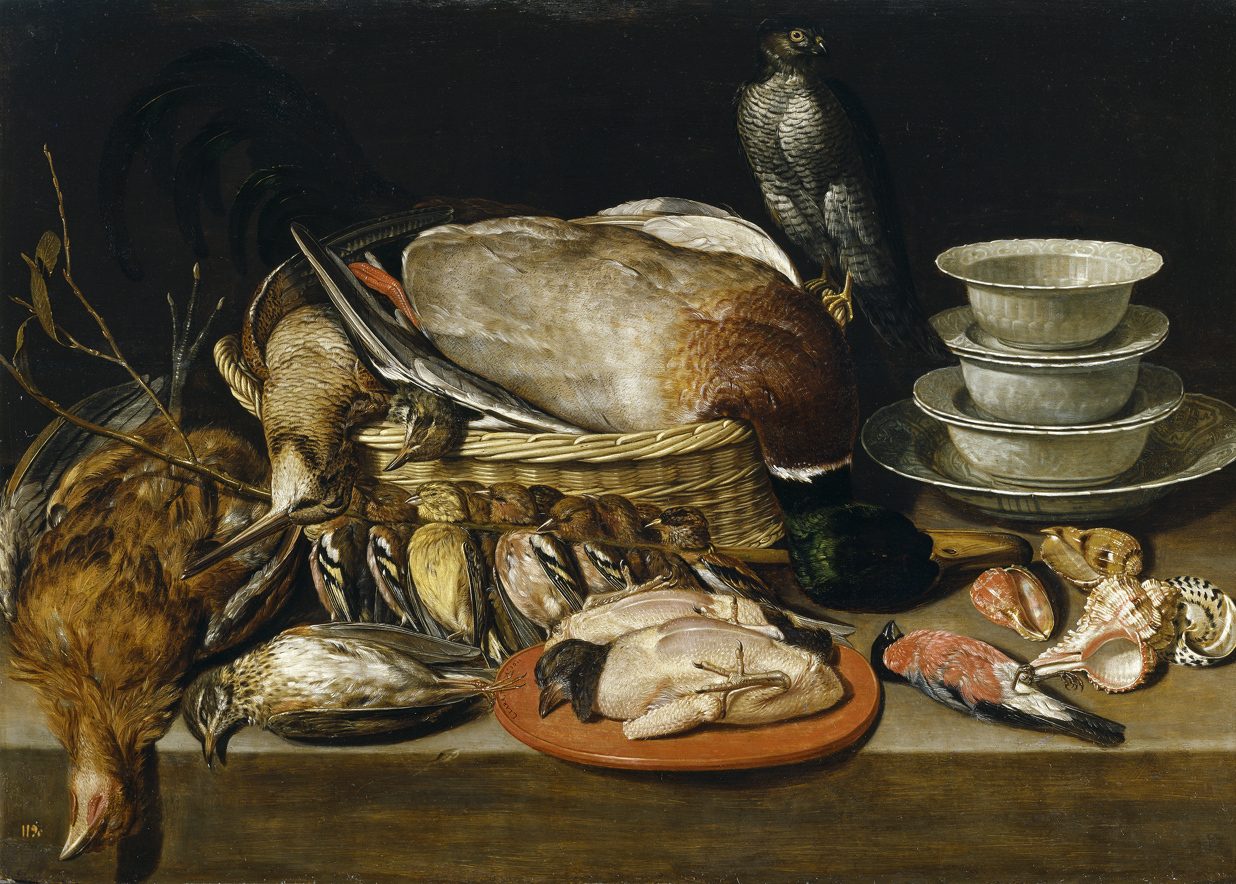
Gibier et coquillages, 1611
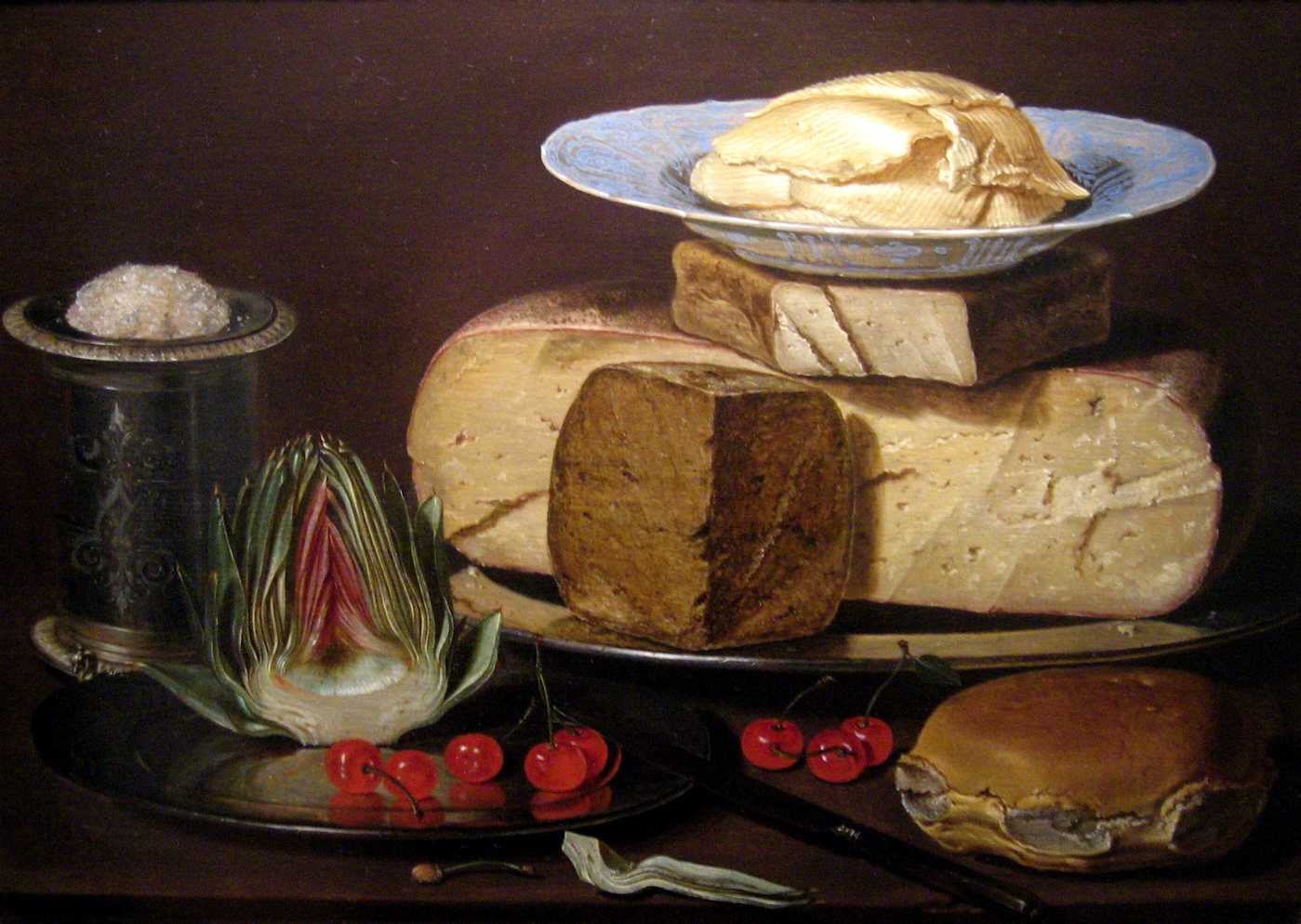
Nature morte avec fromages, artichaut et cerises, c. 1625
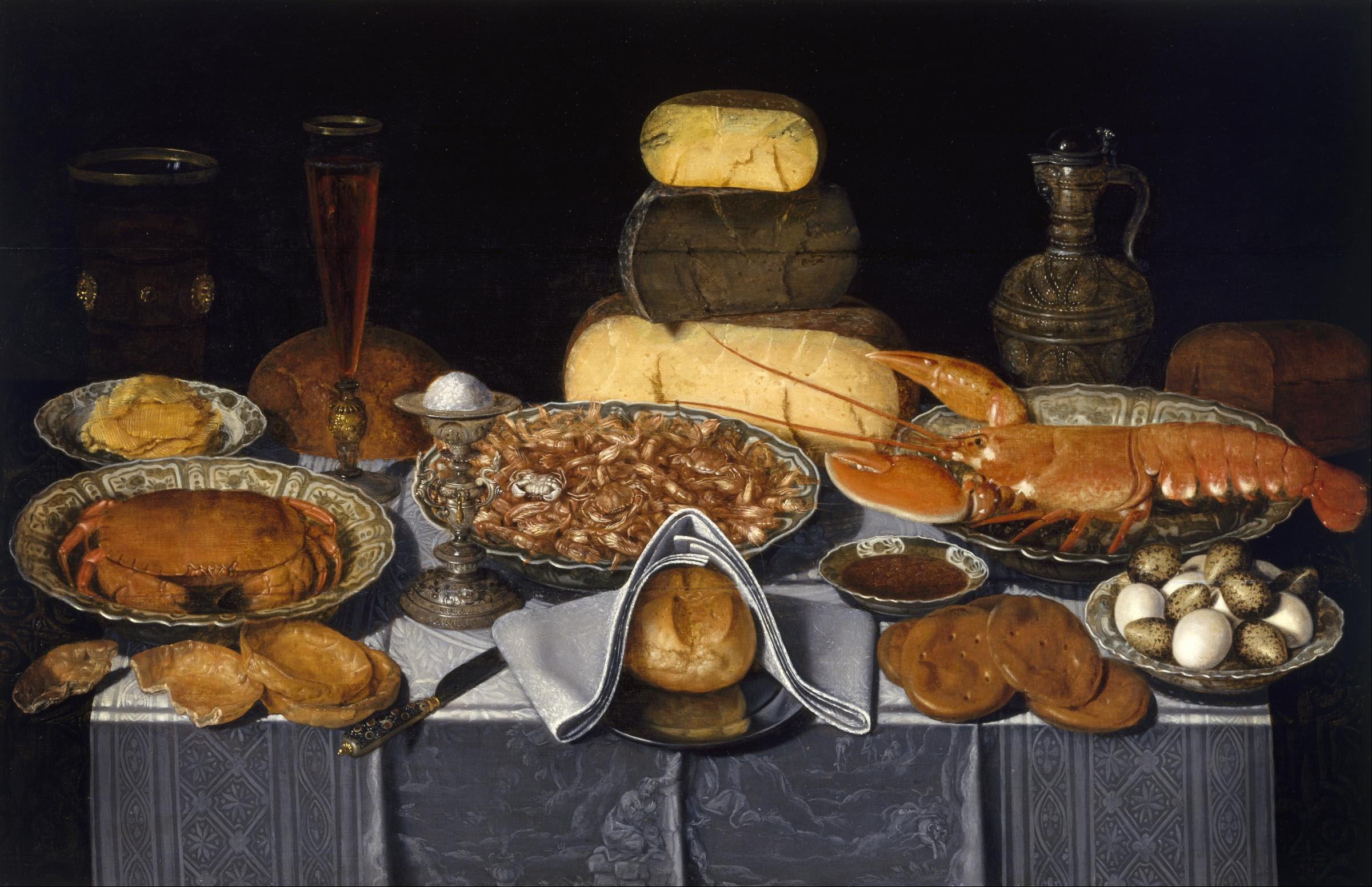
Nature morte aux crabe, crevettes et du homard, c. 1635–40

## 参照
1. ↑  Clara Peeters in the National Museum of Women in the Arts